# Mostellaria
Mostellaria es una obra de teatro escrita por el comediógrafo latino Tito Maccio Plauto. El título podría traducirse al español como La casa encantada, aunque habría que sobreentender el sustantivo domus (casa). En otras ocasiones, se ha preferido traducir como La comedia del fantasma o, incluso, como El aparecido. Se trata de una ingeniosa comedia de enredo, ambientada en una calle de la ciudad de Atenas, ante las casas de los personajes Teoprópides y Simón.
La comicidad de la pieza reside, ante todo, en el personaje de Tranión, un esclavo con una fecunda imaginación y una enorme capacidad para improvisar ante situaciones inesperadas, siempre con la intención de salvarse a sí mismo y de salvar también a su joven amo.
Por la riqueza de sus ritmos métricos, normalmente suele considerarse como una obra de madurez del autor. Lo que no se sabe a ciencia cierta es cuál pudo ser el modelo griego en el que se basara Plauto. Sabemos que Menandro, Teogneto y Filemón escribieron comedias con la palabra «Φάσμα» en el título. Ritschl señala que en los versos 1.149 y ss. se mienta a Filemón, y, basándose en este indicio, se inclina por pensar que el modelo debió de ser alguna obra de él. Sin embargo, otros estudiosos, como Ernout, consideran que es éste un argumento demasiado inconsistente como para decantarse a favor de Filemón.

## Personajes
Véase Personajes comunes de la comedia romana
Véase Personajes típicos de la comedia plautina

### Personajes principales
- El esclavo TRANIÓN (TRANIO SERVVS).

- El joven FILÓLAQUES (PHILOLACHES ADVLESCENS).

- El joven CALIDÁMATES (CALLIDAMATES ADVLESCENS): amigo de Filólaques.

- El viejo TEOPRÓPIDES (THEOPROPIDES SENEX): comerciante ateniense, padre de Filólaques y amo de Tranión.

- El viejo SIMÓN (SIMO SENEX): vecino de Teoprópides.

- El usurero[7] MISARGÍRIDES (MISARGYRIDES DANISTA).

### Personajes secundarios
- El esclavo GRUMIÓN (GRVMIO SERVVS): siervo de Teoprópides.

- La meretriz[8] FILEMATIO: esclava liberada por Filólaques.

- La esclava ESCAFA (SCAPHA ANCILLA): sierva de Filematio.

- La meretriz DELFIO (DELPHIVM MERETRIX): amada de Calidámates.

- El esclavo FANISCO (PHANISCVS SERVVS).

- PINACIO (PINACIVM).

- Otros esclavos (SERVI ALII).

## Argumento
Filólaques es un joven al que los negocios le van bien. Con el dinero que ha ganado, compra una esclava de la que está enamorado y le concede la libertad. En ausencia de su padre, Teoprópides, se dedica a dilapidar la fortuna familiar y organizar fiestas con sus amigos. Un día, en medio de una de esas fiestas, irrumpe su esclavo Tranión y le avisa de que su padre ha regresado antes de lo previsto y puede llegar del puerto en cualquier momento. En medio de la confusión, Tranión urde una estratagema: encierra a su amo Filólaques y los amigos de éste en el interior de la casa y, cuando Teoprópides llega, le dice que la casa está encantada y que todos se han tenido que marchar por miedo a los espantosos sucesos que estaban teniendo lugar en su interior.
Por desgracia, en ese preciso momento se presenta un usurero, que le reclama a Teoprópides un dinero que había prestado a su hijo Filólaques. En ese instante, a Tranión se le ocurre otro ardid con el que salvar a su amo: le dice al anciano que Filólaques ha pedido prestado ese dinero para comprar la casa de al lado. Cuando el padre acude a la casa del vecino y se entera de que es mentira, Tranión intenta huir para evitar el castigo. Un amigo de Filólaques se ofrece a pagar la deuda a cambio de que Teoprópides perdone a su hijo Filólaques y al esclavo Tranión.

## Influencia en la literatura posterior
La obra ha tenido una cierta repercusión en la literatura y en el arte posteriores. En el teatro, Berardo publicó en el año 1501 una traducción italiana parafraseada de la Mostellaria; en 1545, Ercole Bentivoglio se inspiró en la obra para componer I fantasmi; también ha servido de fuente de inspiración para Gli Sciamiti, de Giovanni Maria Cecchi (1518-1587), y para Le retour imprévu, de J.-F. Regnard, (1700).
En época contemporánea, la Mostellaria ha sido una de las muchas obras de Plauto que sirvió de inspiración a Stephen Sondheim, Burt Shevelove y Larry Gelbart para el musical A Funny Thing Happened on the Way to the Forum: cuando el personaje de Erroneous regresa del extranjero, se le dice que su casa está encantada y debe dar siete vueltas alrededor de las siete colinas de Roma para expulsar de ella a los fantasmas. Igualmente, la obra de Kevin P. Joyce When the Cat's Away está libremente inspirada en la Mostellaria, aunque la historia se ha trasladado de Atenas a Nantucket.
Fuera del mundo del teatro, no podemos olvidar que, en el cine, las múltiples películas que se han rodado sobre casas encantadas son indirectamente herederas de Mostellaria.

## Ediciones y traducciones
Se suele considerar como edición más clásica del texto latino la de Wallace M. Lindsay (Oxford, 1905). Entre las traducciones al español, pueden mencionarse las de Agustín Bravo Riesgo, (Salamanca, Establecimiento tipográfico de Calatrava, 1927, reimpresa en 1969 y 1971); la de obras completas de Pedro Antonio Martín Robles (Madrid: Hernando, 1932-1945). A ella siguen las completas de Marçal Olivar (B., Planeta, 1974), José Román Bravo (M., Cátedra, 1989–1995) y Mercedes González–Haba (M., Gredos, 1992–2002). Entre las más recientes y acreditadas están las del citado José Román Bravo (Plauto, Comedias II, Madrid, 1995 y 1999); Juan Francisco Mesa Sanz (Plauto, Mostellaria, Festivales de Teatro Grecolatino, 2002), Jesús Ricardo Martín, para el ámbito escolar (Mostellaria, Oviedo: KRK, 2018) y la muy libre de Miguel Murillo (La comedia del fantasma. Mostellaria, 2018.